# مدیر ارشد کانال
مدیر ارشد کانال (به انگلیسی: Chief channel officer) (مخفف شده به صورت CCO) عنوان شرکتی برای شخصی است که مسئول تمام درآمدهای غیرمستقیم با یک شریک در یک سازمان است. مدیر اشد کانال معمولاً به عنوان یک مدیر شرکت یا به مدیر عامل (COO) به مدیر عامل اجرایی (CEO) گزارش می‌دهد. مدیر ارشد کانال معمولاً یک مقام اجرایی یا معاون ارشد رئیس است.